# Correzzana
Correzzana is een gemeente in de Italiaanse provincie Monza e Brianza (regio Lombardije) en telt 2100 inwoners (31-12-2004). De oppervlakte bedraagt 2,5 km², de bevolkingsdichtheid is 923 inwoners per km².

## Demografie
Correzzana telt ongeveer 820 huishoudens. Het aantal inwoners steeg in de periode 1991-2001 met 15,9% volgens cijfers uit de tienjaarlijkse volkstellingen van ISTAT.
| Jaar | Inwoneraantal |
| ---- | ------------- |
| 1991 | 1595          |
| 2001 | 1849          |

## Geografie
Correzzana grenst aan de volgende gemeenten: Besana in Brianza, Casatenovo (LC), Triuggio, Lesmo.